# معركة التيب

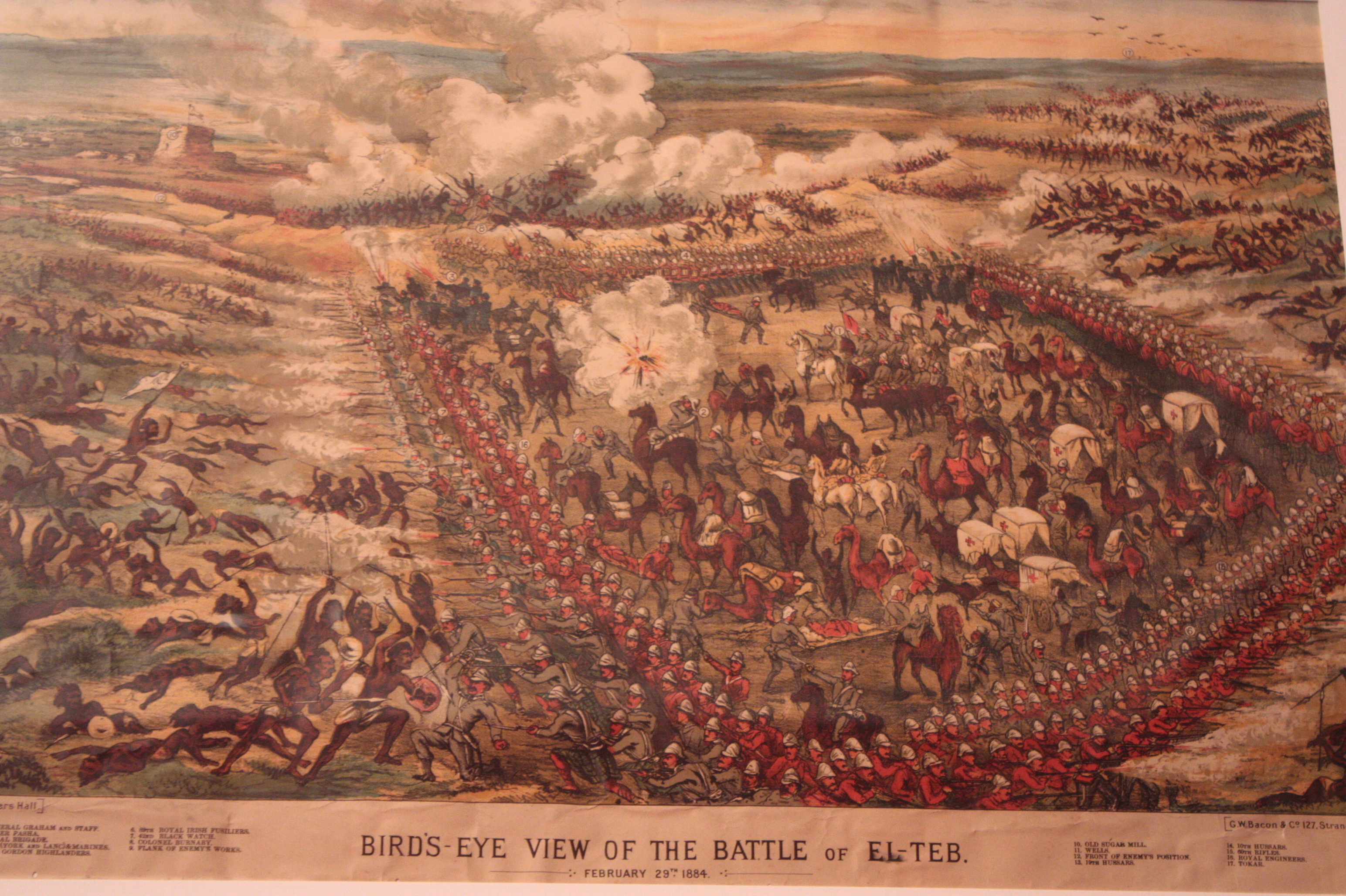
معركة التيب الثانية 29فبراير 1884

معركة التيب الأولى والثانية هما معركتين وقعتا في السودان بين القوات البريطانية المصرية وقوات الثورة المهدية .

## معركة التيب الأولى: 4 فبراير سنة 1884م، وسقوط سنكات
في بداية فبراير 1884م أنطلقت قوة بريطانية مصرية تبلغ ثلاثة آلاف وستمائة مقاتل بقيادة فالنتاين بيكر -المشهور باسم بيكر باشا- من ترنكتات، قاصدين مدينة طوكر بالسودان، وعندما وصلوا إلى آبار التيب هجمهم جنود المهدي ، فقتل من الجيش المصري نحو 2300، منهم 92 ضابطاً، وحاصر جنود المهدي مدينة سواكن حتى سقطت بعد أن قتل جميع الجنود المصريين فيها. وبعد إخلاء الجنود المصريين من السودان، عمدت القوات البريطانية لاحتلال المناطق التي تركتها القوات المصرية، فاحتلت القوات البريطانية مدينة سواكن السودانية.

## معركة التيب الثانية: 29 فبراير سنة 1884م
كانت البداية ضد قوي بريطانية مصرية بقيادة الجنرال جراهام جموع الدرويش في التيب فانتصرت عليهم و تم اجلاهم عن آبار التيب. ثم توجهت إلى طماي والتقت بقوات عثمان دقنة وانتصرت عليهم، وأخلى عثمان دقنه طماي، واعتصم بالجبال، وكان هدف بريطانيا من هذه الحملة تأمين مراكزها على امتداد البحر الأحمر . وفشل جراهام في القبض على عثمان دقنة كما فشل في مد خط سكة حديدي من البحر الأحمر إلى مصر بأمر من الحكومة البريطانية.

## معرض الصور

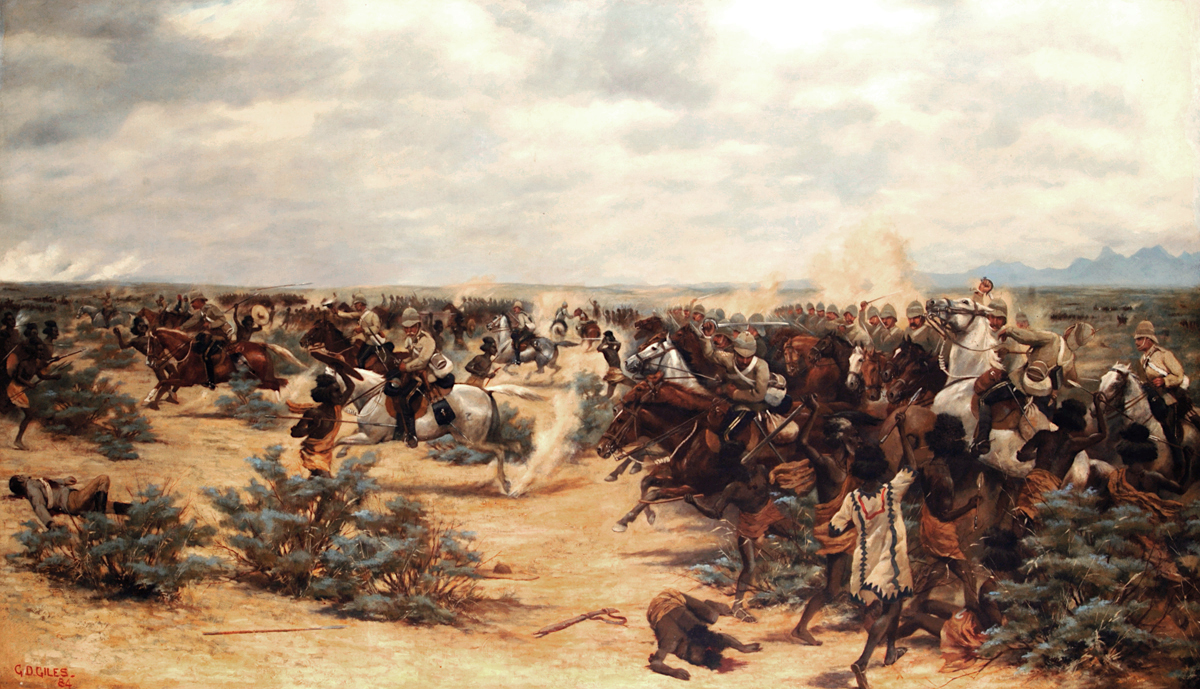
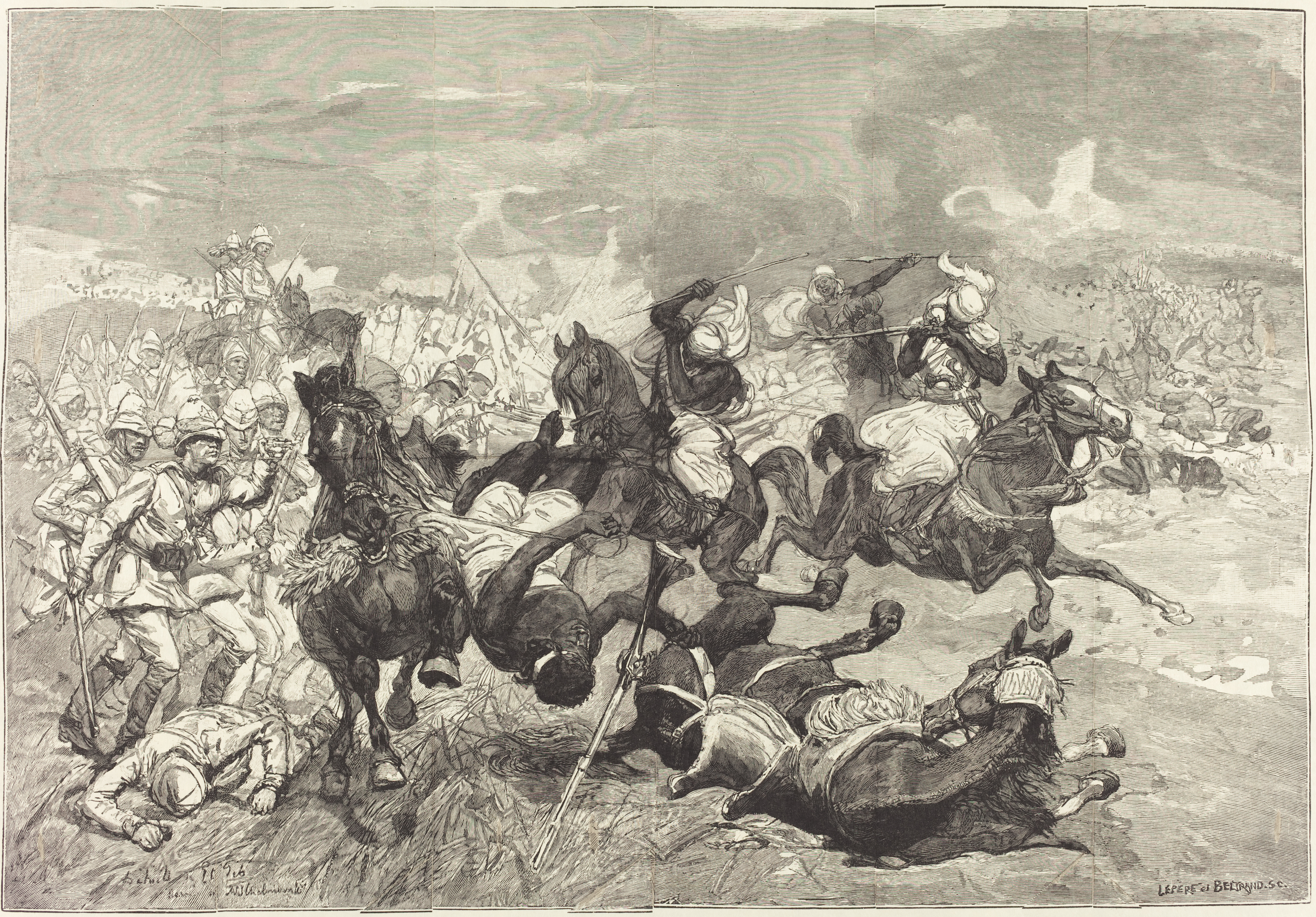
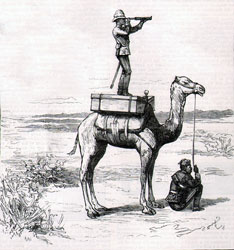
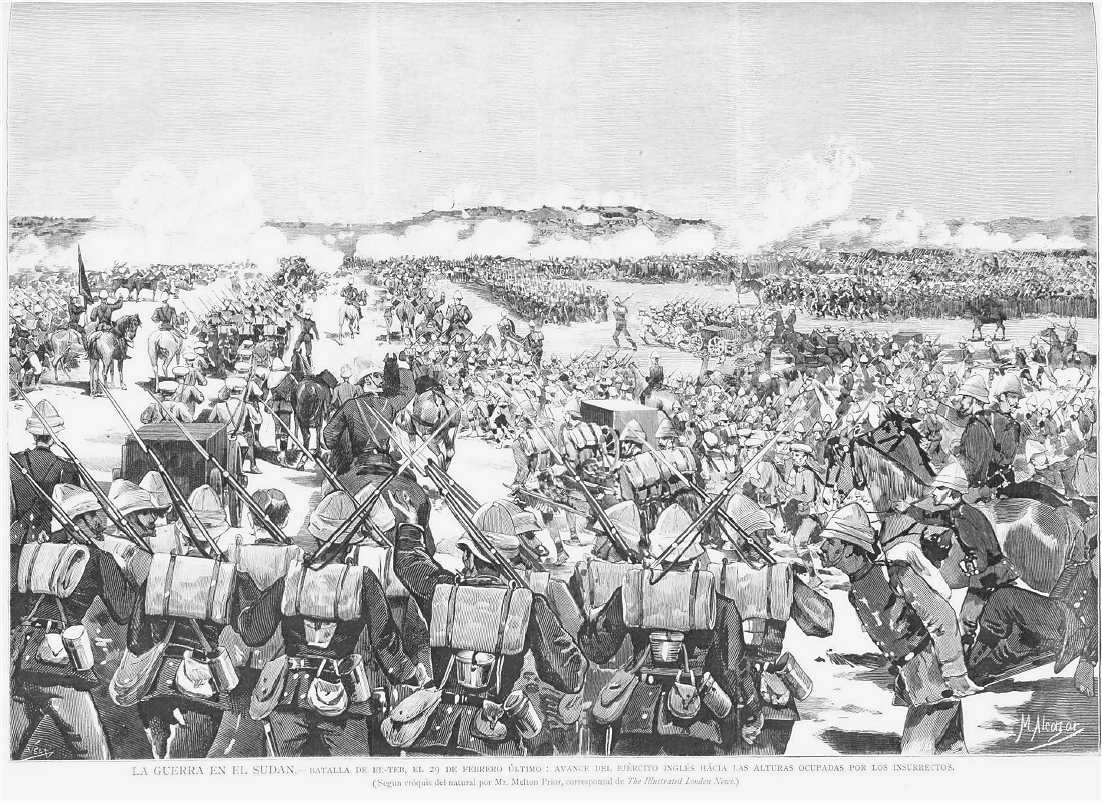